# Michelle Dillon
Pour les articles homonymes, voir Dillon.
Michelle Dillon (Hayes) née le 24 mai 1973 à Wembley en Angleterre est une triathlète professionnelle britannique, championne d'Europe de triathlon et championne du monde de duathlon. Elle a aussi pratiqué l'athlétisme sous les couleurs de l'Australie dans les années 1990.

## Biographie

### Jeunesse
Michelle Dillon, née en Angleterre, grandit en Australie à partir de huit ans. Elle pratique la course à pied et le cross country et représente l'Australie aux Jeux du Commonwealth sur l’épreuve du 10 000 mètres. Après plusieurs blessures en course à pied, elle commence à pratiquer le triathlon et décide, après sa première victoire, de s'y adonner complètement, pour atteindre un niveau supérieur dans ce sport.

### Carrière
Elle participe au premier triathlon olympique lors des Jeux olympiques d'été de 2000 à Sydney en Australie. Avec Sian Brice et Andrew Johns, elle fait partie des trois triathlètes britanniques à ne pas terminer l'épreuve. En 2001, elle est couronnée championne d'Europe de triathlon et, en 2004, elle participe aux Jeux olympiques d'été de 2004 où elle termine à la 6e place, avec un temps de 2 h 6 min 0 s 077. Elle réalise sa meilleure saison en 2007 en montant sur trois podiums de la coupe du monde de triathlon et en remportant le triathlon de Londres.

### Reconversion et vie privée
Après le retour de problèmes et de douleurs dans le dos, elle met un terme à sa carrière professionnelle en 2008, à l'âge de 35 ans. Elle se reconvertit dans l’entraînement de triathlètes et crée la Team Dillon Coaching avec plusieurs autres entraîneurs dont son mari, le triathlète britannique également olympien, Stuart Hayes.

## Palmarès
Le tableau présente les résultats les plus significatifs (podium) obtenus sur le circuit international de duathlon et de triathlon depuis 1997,.
| Année | Compétition                          | Pays        | Position           | Temps           |
| ----- | ------------------------------------ | ----------- | ------------------ | --------------- |
| 2007  | Londres Triathlon                    | Royaume-Uni | Médaille de bronze | 1 h 55 min 29 s |
| 2007  | Coupe du monde - l'étape de Lisbonne | Portugal    | Médaille d'argent  | 2 h 6 min 5 s   |
| 2007  | Coupe du monde - l'étape de Madrid   | Espagne     | Médaille de bronze | 2 h 8 min 30 s  |
| 2006  | Coupe du monde - l'étape d'Ishigaki  | Japon       | Médaille d'argent  | 1 h 58 min 36 s |
| 2006  | Ironman 70.3 Monaco                  | Monaco      | Médaille d'argent  | 4 h 47 min 3 s  |
| 2004  | Coupe du monde - l'étape d'Ishigaki  | Japon       | Médaille d'argent  | 2 h 0 min 36 s  |
| 2004  | Coupe du monde - l'étape de Salford  | Royaume-Uni | Médaille d'argent  | 2 h 8 min 46 s  |
| 2003  | Coupe du monde - l'étape d'Ishigaki  | Japon       | Médaille de bronze | 2 h 2 min 29 s  |
| 2003  | Coupe du monde - l'étape de New York | États-Unis  | Médaille de bronze | 2 h 1 min 5 s   |
| 2003  | Coupe d'Europe - l'étape de Swansea  | Royaume-Uni | Médaille d'or      | 1 h 58 min 42 s |
| 2003  | Championnat britannique              | Royaume-Uni | Médaille d'or      | Timing          |
| 2002  | Championnat du monde longue distance | Mexique     | Médaille de bronze | 2 h 2 min 10 s  |
| 2002  | Coupe d'Europe - l'étape de Zundert  | Pays-Bas    | Médaille de bronze | 1 h 57 min 8 s  |
| 2002  | Coupe du monde - l'étape de Nice     | France      | Médaille de bronze | 2 h 2 min 48 s  |
| 2001  | Championnat d'Europe                 | Tchéquie    | Médaille d'or      | 2 h 20 min 7 s  |
| 2001  | Coupe du monde - l'étape de Rennes   | France      | Médaille d'argent  | 2 h 0 min 21 s  |
| 1999  | Coupe du monde - l'étape de Noosa    | Australie   | Médaille d'or      | 1 h 55 min 3 s  |

| Année | Compétition                       | Pays      | Position           | Temps           |
| ----- | --------------------------------- | --------- | ------------------ | --------------- |
| 2007  | Championnats du monde de duathlon | Hongrie   | Médaille d'argent  | 1 h 54 min 43 s |
| 2005  | Championnats du monde de duathlon | Australie | Médaille d'or      | 2 h 11 min 25 s |
| 2001  | Championnats du monde de duathlon | Italie    | Médaille d'argent  | 2 h 1 min 3 s   |
| 1999  | Championnats du monde d'aquathlon | Australie | Médaille de bronze | 0 h 37 min 31 s |
| 1997  | Championnats du monde de duathlon | Espagne   | Médaille d'argent  | Timing          |